# Titularbistum Cova
Cova ist ein Titularbistum der römisch-katholischen Kirche.
Es beruht auf einem früheren Bistum in der gleichnamigen antiken Stadt in der römischen Provinz Mauretania Caesariensis im Norden des heutigen Algerien.
| Titularbischöfe von Cova |                          |                                        |                   |                  |
| Nr.                      | Name                     | Amt                                    | von               | bis              |
| 1                        | Emmanuel Otteh           | Weihbischof in Onitsha (Nigeria)       | 11. Juli 1990     | 8. November 1996 |
| 2                        | José Luis Chávez Botello | Weihbischof in Guadalajara (Mexiko)    | 21. Februar 1997  | 16. Juli 2001    |
| 3                        | Joe Steve Vásquez        | Weihbischof in Galveston-Houston (USA) | 30. November 2001 | 26. Januar 2010  |
| 4                        | John Douglas Deshotel    | Weihbischof in Dallas (USA)            | 11. März 2010     | 17. Februar 2016 |
| 5                        | Neil Edward Tiedemann CP | Weihbischof in Brooklyn (USA)          | 29. April 2016    |                  |